# Parlamentsvalget i Portugal april 1906
Parlamentsvalget i Portugal april 1906 blev afholdt i Portugal den 29. april 1906. Valgresultatet var en sejre for Partido Regenerador, der vandt 104 mandater. Det valgte parti Partido Republicano Português nægtede at tage plads i parlamentet, i protest mod valgsvindel.

## Resultater
| Parti                         | Stemmer | %    | Mandater | +/– |
| ----------------------------- | ------- | ---- | -------- | --- |
| Partido Regenerador           |         |      | 104      | +72 |
| Partido Progressista          |         |      | 19       | –90 |
| Dissidência Progressista      |         |      | 9        | Nyt |
| Partido Regenerador Liberal   |         |      | 7        | +4  |
| Partido Republicano Português |         |      | 1        | Nyt |
| Andre partier og uafhængige   |         |      | 8        | +4  |
| Ugyldige/blanke stemmer       |         | –    | –        | –   |
| Total                         | 491.287 | 100  | 148      | 0   |
| Registrerede vælgere/deltager | 677.693 | 72,5 | –        | –   |
| Kilde: Nohlen & Stöver        |         |      |          |     |

Resultaterne er ikke inkluderet dem fra oversøiske territorier.